# Kurt Elling
Kurt Elling (Chicago, Illinois, 2 november 1967) is een Amerikaans jazzvocalist en tekstschrijver.
Elling wordt gezien als de beste mannelijke jazzvocalist van de afgelopen 2 decennia. Zijn stijl is beïnvloed door King Pleasure en Jon Hendricks, die hem tot 'vocalese' ( het schrijven van teksten op instrumentale jazz-solos) inspireerden, en tevens door Joe Williams, Frank Sinatra en Mark Murphy.
Elling is een scat-vocalist maar heeft ook een eigen stijl toegevoegd; de 'rant', waarbij hij ter plekke met woorden improviseert. Zijn stem is een diepe bariton die zowel sonoor als avontuurlijk en lenig uit de hoek kan komen. Elling is getrouwd met Jennifer, die ook in verschillende van zijn teksten voorkomt.
In 2010 won Elling met zijn live-album Dedicated to You: Kurt Elling Sings the Music of Coltrane and Hartman een Grammy-award voor Best Vocal Jazz Album. In 2021 won hij in dezelfde categorie zijn tweede Grammy voor Secrets Are The Best Stories. Daarnaast was hij genomineerd voor 12 andere Grammy-awards.

## Discografie

### Albums
| Album met eventuele hitnotering(en) in de Nederlandse Album Top 100   | Datum van verschijnen | Datum van binnenkomst | Hoogste positie | Aantal weken | Opmerkingen           |
| --------------------------------------------------------------------- | --------------------- | --------------------- | --------------- | ------------ | --------------------- |
| Close you eyes                                                        | 1995                  | -                     |                 |              |                       |
| The messenger                                                         | 1997                  | -                     |                 |              |                       |
| This time it's love                                                   | 1998                  | -                     |                 |              |                       |
| Live in Chicago                                                       | 2000                  | -                     |                 |              | Livealbum             |
| Flirting with Twilight                                                | 2001                  | -                     |                 |              |                       |
| Man in the air                                                        | 2003                  | -                     |                 |              |                       |
| Nightmoves                                                            | 2007                  | -                     |                 |              |                       |
| Dedicated to You: Kurt Elling Sings the Music of Coltrane and Hartman | 2009                  | -                     |                 |              | Livealbum             |
| The gate                                                              | 2011                  | 26-03-2011            | 87              | 1            |                       |
| 1619 broadway - The brill building project                            | 2013                  | 16-03-2013            | 84              | 1            |                       |
| Passion World                                                         | 2015                  | 18-07-2015            | 63              | 1            |                       |
| Upward Spiral                                                         | 2016                  | -                     |                 |              | Met Branford Marsalis |
| The Beautiful Day                                                     | 2016                  | -                     |                 |              |                       |
| The Questions                                                         | 2018                  | -                     |                 |              |                       |